# Elaeagia nitidifolia
Elaeagia nitidifolia är en måreväxtart som beskrevs av John Duncan Dwyer. Elaeagia nitidifolia ingår i släktet Elaeagia och familjen måreväxter. Inga underarter finns listade i Catalogue of Life.